# Bebhionn (maan)
Bebhionn, of Saturnus XXXVII (tijdelijke aanduiding S/2004 S 11) is een maan van Saturnus. De ontdekking is op 4 mei 2005 aangekondigd door Scott S. Sheppard, David C. Jewitt, Jan Kleyna, en Brian G. Marsden, naar aanleiding van observaties die plaatsvonden tussen 12 december 2004 en 9 maart 2005.
Bebhionn is ongeveer 6 kilometer in doorsnede en draait om Saturnus met een baanstraal van 17,153 miljoen kilometer in ongeveer 838 dagen.
In april 2007 is de maan vernoemd naar Bébinn, de godin van de geboorte uit de vroege Ierse mythologie en volgens de NASA naar een mooie reuzin uit de Keltische mythologie. Bebhionn behoort tot de Gallische groep; deze groep bestaat uit de vier manen, Albiorix, Bebhionn, Erriapus en Tarvos met namen uit Keltische mythologie.